# 李清 (西夏)
李清（?—?），北宋秦地人，西夏将领。
李清在西夏为将军。他劝说西夏皇帝夏惠宗用黄河以南之地归宋，以和宋朝和解。梁太后非常讨厌他。大安六年（1080年）四月，梁太后诬陷李清为夏惠宗招诱汉族的娼妓乐人，于是设下酒宴，抓住李清杀了他。李清死后，宋神宗派五路伐夏，宋夏之后兵祸相连。